# Puig d'en Celoni
El Puig d'en Celoni és una muntanya de 303 metres que es troba al municipi de Torrelavit, a la comarca de l'Alt Penedès.